# ویکتور مدودچوک
ویکتور ولودیمیرویچ مدودچوک (اوکراینی: Віктор Володимирович Медведчук؛ زادهٔ ۷ اوت ۱۹۵۴) سیاستمدار، بازرگان ثروتمند و وکیل اهل اوکراین چهره سیاسی نزدیک به ولادیمیر پوتین، رئیس‌جمهور روسیه است.  مدودچوک یکی از متحدان رئیس‌جمهور روسیه ولادیمیر پوتین است که مدودچوک از او به عنوان «یک دوست شخصی» یاد می‌کند. پوتین پدرخوانده کوچکترین دختر مدودچوک است.
مدودچوک، رهبر حزب اپوزیسیون «برای زندگی» در اوکراین است که رابطه نزدیکی با پوتین دارد و پوتین پدرخوانده دختر آقای مدودچوک است و قرار بود پس از کنار رفتن زلنسکی از قدرت، جانشین او در راس قدرت در اوکراین شود.
او در سال ۲۰۲۱ در دادگاهی به اتهام خیانت محاکمه شد؛ اتهامی که رد می‌کند. وی که در حبس خانگی بود، با آغاز حمله روسیه به اوکراین از خانه متواری شده و در تلاش برای خروج از اوکراین بود که در لباس مبدل نظامیان اوکراین شناسایی و دستگیر شد.
مقام‌های اوکراین روز ۱۴ آوریل ۲۰۲۲ اعلام کردند که بیش از ۱۵۰ دارایی متعلق به ویکتور مدودچوک، غول رسانه‌ای و سیاستمدار سابق را که به اتهام توطئه با کرملین برای سرنگونی دولت منتخب اوکراین به خیانت متهم شده‌است، توقیف کرده‌اند. بر اساس اعلامیه سرویس امنیتی اوکراین، این دارایی‌ها شامل ۲۶ خودرو، ۳۲ آپارتمان، ۲۳ خانه، ۳۰ قطعه زمین، ۱۷ پارکینگ و یک قایق تفریحی بود. مقامات گفتند که آنها همچنین سهام ۲۵ شرکت متعلق به مدودچوک یا همسرش اوکسانا مارچنکو را شناسایی و توقیف کردند.

## پیشینه کاری
یک وکیل، الیگارش تجاری و سیاستمدار اوکراینی است که در تاریخ ۲۹ اوت ۲۰۱۹ به عنوان معاون مردمی اوکراین انتخاب شد. او از سال ۲۰۱۸ تا ۲۰۲۲ به عنوان رئیس سازمان سیاسی طرفدار روسیه «انتخاب اوکراین» خدمت کرد. او از مخالفان پیوستن اوکراین به اتحادیه اروپا است. مدودچوک از سال ۱۹۹۷ تا ۲۰۰۲ عضو پارلمان اوکراین بود. مدودچوک بین سال‌های ۲۰۰۲ و ۲۰۰۵ به عنوان رئیس دفتر رئیس‌جمهور سابق اوکراین لئونید کوچما خدمت کرد. پس از آن او تا سال ۲۰۱۸ از سیاست ملی غایب بود.[۱] در نوامبر ۲۰۱۸، مدودچوک به عنوان رئیس شورای سیاسی حزب سیاسی برای زندگی انتخاب شد، که بعداً به سکوی مخالف - حزب برای زندگی ادغام شد. در انتخابات پارلمانی اوکراین در سال ۲۰۱۹، این حزب ۳۷ کرسی در فهرست سراسری حزب و شش کرسی حوزه انتخابیه به دست آورد. مدودچوک با قرار گرفتن در رتبه سوم در لیست انتخاباتی ۲۰۱۹ پلتفرم مخالفان - برای زندگی، به پارلمان انتخاب شد. 
در ۱۹ فوریه ۲۰۲۱، شورای امنیت ملی و دفاع اوکراین مدودچوک و همسرش اوکسانا مارچنکو را به دلیل ادعای تأمین مالی تروریسم در لیست تحریم‌های اوکراین قرار داد. در ۱۱ مه ۲۰۲۱، دادستان کل اوکراین مدودچوک را به خیانت و تلاش برای غارت منابع ملی در کریمه (که توسط روسیه ضمیمه شده بود اما در سطح بین‌المللی به عنوان اوکراینی شناخته شده‌است) متهم کرد. بازداشت خانگی مدودچوک در ۱۳ مه ۲۰۲۱ آغاز شد. مدودچوک در ۲۸ فوریه ۲۰۲۲، چهار روز پس از تهاجم روسیه به اوکراین در سال ۲۰۲۲، از این بازداشت خانگی فرار کرد و ناپدید شد. در ۸ مارس ۲۰۲۲ او از سمت رئیس مشترک پلتفرم مخالفان - مادام العمر برکنار شد. در ۱۲ آوریل ۲۰۲۲ مدودچوک توسط سرویس مخفی اوکراین دستگیر شد.

## پیشینه بازداشت
در جریان تجمع گسترده نیروهای روسی در اطراف مرزهای اوکراین در هفته‌های اول سال ۲۰۲۲، مدودچوک یکی از دو نفری بود که جامعه اطلاعاتی ایالات متحده آن‌ها را به عنوان گزینه احتمالی مورد حمایت کرملین برای رهبری دولت دست‌نشانده طرفدار روسیه معرفی کرد. (فرد دیگر اولگ تساریوف بود) در ژانویه ۲۰۲۲ مدودچوک به همدستی در توطئه ایجاد یک دولت دست‌نشانده در پی تهاجم روسیه متهم شد و توسط ایالات متحده تحت تحریم قرار گرفت. در روز آغازین تهاجم، ۲۴ فوریه ۲۰۲۲، برخی از تحلیلگران انتظار داشتند که اگر نیروهای روسی کی‌یف را تصرف کنند، پوتین احتمالاً می‌خواست مدودچوک را به عنوان رئیس‌جمهور اوکراین منصوب کند. مدودچوک در ۲۷ فوریه ۲۰۲۲ از حبس خانگی فرار کرد. وزارت کشور اوکراین مدعی شد که مدودچوک از حبس خانگی فرار کرده‌است، در حالی که وکیل او ادعا کرد که پس از تهدیدات ادعایی برای امنیت شخصی او، «به مکانی امن در کی‌یف رفته‌است.»
در ۸ مارس ۲۰۲۲ مدودچوک از پست ریاست مشترک حزب سیاسی سکوی مخالف - برای زندگی محروم شد. اگرچه محل اختفای مدودچوک در ۱۸ مارس ۲۰۲۲ هنوز مشخص نبود، اما در آن تاریخ یک قاضی تحقیق با درخواست دادستان مبنی بر اجرای یک اقدام احتیاطی غیابی موافقت کرد. در ۱۲ آوریل ۲۰۲۲، سرویس امنیتی اوکراین مدودچوک را در «یک عملیات ویژه چند سطحی سریع و خطرناک» دستگیر کرد. سرویس امنیتی اوکراین SBU گفت که آنها تلاش روسیه برای بیرون بردن او از کشور را خنثی کرده‌اند.